# Хрисия Римская
Хрисия (III век) — святая мученица Римская, дева. Дни памяти — 30 января, 20 мая, 24 августа.
Св. Хрисия (Аврея) пострадала во время царствования римского императора Клавдия II либо во времена Требониана Галла. Будучи из царских или иных благородных кровей, св. Аврея из-за исповедания христианства была вынуждена жить за городскими стенами, в своём поместье в Остии. 

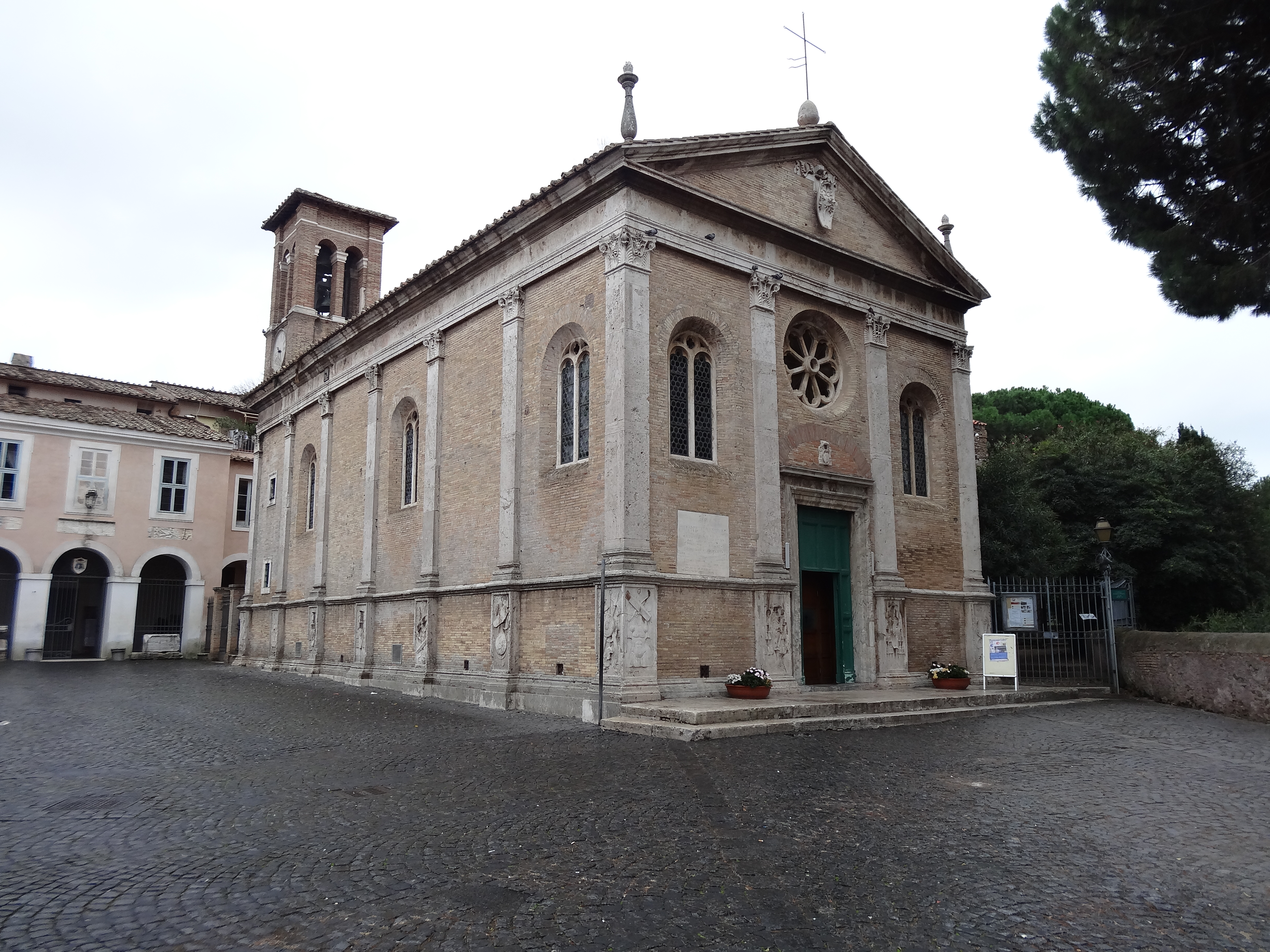
Базилика св. Ауреи, Остия

Там она общалась с местными христианами, в частности, с тамошним епископом св. Кириаком, впоследствии вместе с ней пострадавшим. С её именем связывают чудеса, в частности, избавление от оков св. Кенсорина (Censorinus), которого она утешала в тюрьме. После этого чуда обратились ко Господу 17 воинов, среди коих Филикл или Феликс (Felix), Максим (Maximus), Тривун или Таврин (Taurinus), Геркулин или Геркулан (Herculanus), Венерий или Невин (Nevinus), Стиракин или Хисторакин (Historacinus), Мина (Menna), Коммод или Коммодий (Commodius), Ерм (Hermis), Мавр (Maurus), Евсевий (Eusebius), Рустик (Rusticus), Монагрей или Монаксий (Monaxius), Амандин или Армандин (Armandinus), Олимпий (Olympius), Кипр или Эйпр (Eipros) и Феодор (Theodorus). Они были обезглавлены около Арки Каракаллы, Остия. Другое предание сообщает о воскрешении ею сына сапожника. Также пострадали свв. мученики Ипполит, Савин, Максим пресвитер и Архелай диакон.

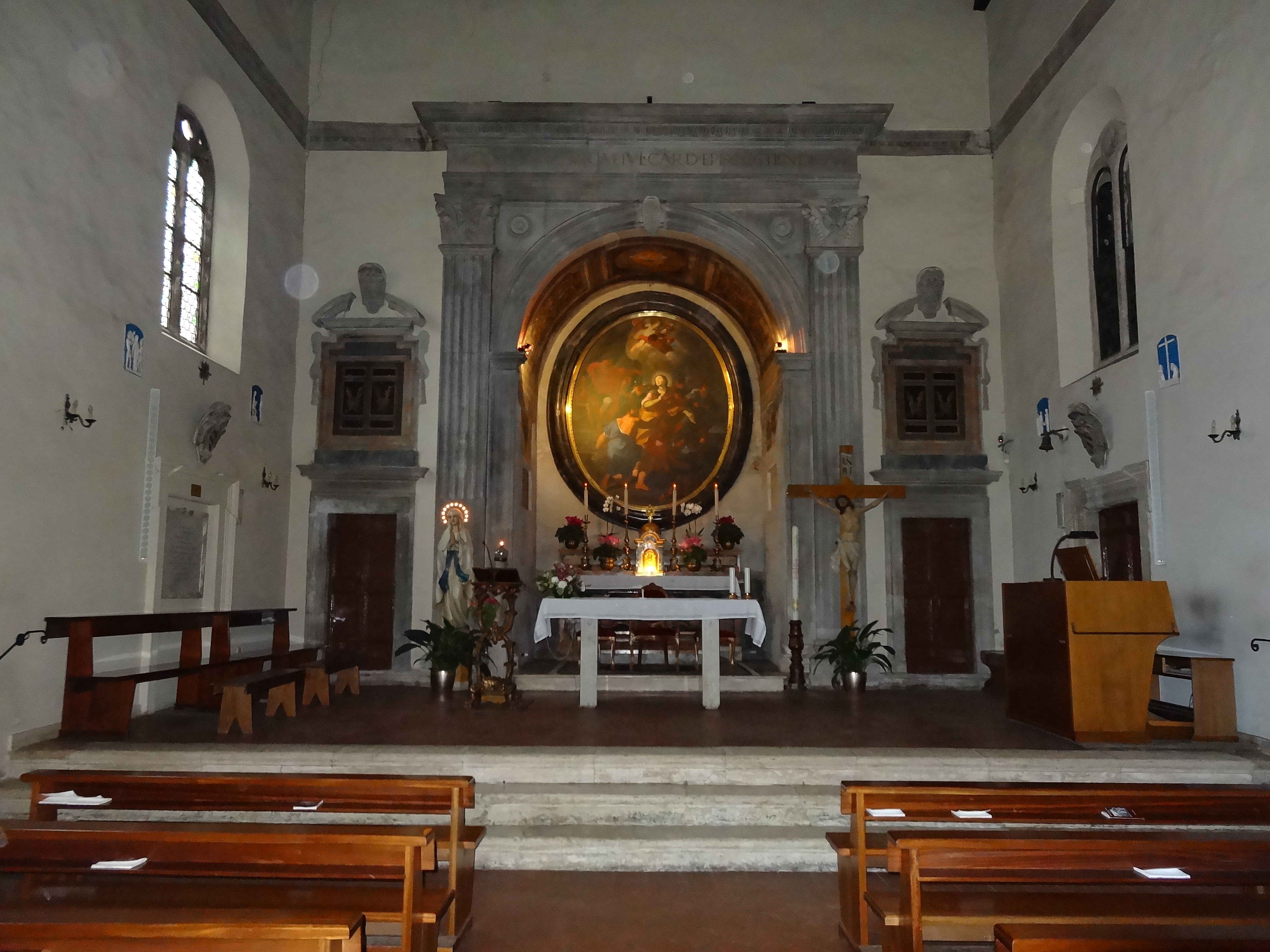
Внутри собора св. Ауреи

Ульпий Римлянин (Ulpius Romulus) казнил друзей св. Ауреи и мучил её саму. Св. Хрисия мужественно исповедала во время допросов себя христианкой, была подвергнута мукам и истязаниям. Отказавшись принести жертву языческим божествам, св. Аврея была утоплена в море в порту Остии с камнем на шее.
Согласно преданию, святая Аврея была похоронена в своих владениях. Поверх её могилы была выстроена церковь, в которой была также погребена св. Моника. Храм был перестроен в XV веке. Неподалёку в 1981 году была обретена надпись CHRYSE HIC DORM[IT] («Хрисия почивает здесь»). В 1950 году была обнаружена мраморная колонна, отнесённая к V веку, с надписью S.AVR.
Святая Аврея почитается покровительницей Остии.